# Ferkessédougou
Ferkessédougou – miasto w północnej części Wybrzeża Kości Słoniowej; w regionie Savanes; według danych szacunkowych na rok 2010 liczy 62 184 mieszkańców. Znajduje się tu port lotniczy Ferkessédougou.